# Afonso Cruz
Œuvres principales
- Les Livres qui ont dévoré mon père
- Jésus-Christ buvait de la bière

Afonso Cruz, né en 1971 à Figueira da Foz, est un romancier, réalisateur de films d'animation, illustrateur et musicien portugais. 

## Biographie
Il fait des études supérieures à la faculté des Beaux-Arts de l'Université de Lisbonne, puis à l'Institut d'arts plastiques de Madère. Il travaille ensuite comme illustrateur d'ouvrages pour enfants et signe la version portugaise de la série américaine Sesame Street.
En littérature, il remporte en 2010 le prix littéraire Maria Rosa Colaço pour son roman Les Livres qui ont dévoré mon père (Os Livros que Devoraram o Meu Pai).
En 2012, il est lauréat du Prix de littérature de l'Union européenne pour son roman A Boneca de Kokoschka (littéralement: La poupée de Kokoschka).
La même année, son roman Jésus-Christ buvait de la bière (Jesus Cristo Bebia Cerveja), est sacré meilleur roman par les lecteurs du quotidien Público.
Comme réalisateur de films d'animation, il signe le court métrage O Desalmado (2003) et est responsable, depuis 2006, de la série télévisée d'animation Histórias de Molero. 
Il est en outre musicien, membre du groupe The Soaked Lamb (pt).

## Œuvre
- A Carne de Deus (2008)
- Enciclopédia da Estória Universal (2009)
- Os Livros que Devoraram o Meu Pai (2010) Publié en français sous le titre Les Livres qui ont dévoré mon père : l'étrange et magique histoire de Vivaldo Bonfim, traduit par Marie-Hélène Piwnik, Montréal, Les Allusifs, 2018  (ISBN 978-2-9236-8262-4)
- A Boneca de Kokoschka (2010)
- A Contradição Humana (2010)
- O Pintor Debaixo do Lava-Loiças (2011)
- Enciclopédia da Estória Universal - Recolha de Alexandria (2012)
- Jesus Cristo Bebia Cerveja (2012) Publié en français sous le titre Jésus-Christ buvait de la bière, traduit par Marie-Hélène Piwnik, Montréal, Les Allusifs no 148, 2015  (ISBN 978-2-9236-8238-9)
- O Livro do Ano (2013)
- Enciclopédia da Estória Universal - Arquivos de Dresner (2013)
- O Cultivo de Flores de Plástico (2013)
- Assim, Mas Sem Ser Assim (2013)
- Para Onde Vão os Guarda-Chuvas (2013)
- Os Pássaros (2014)
- Enciclopédia da Estória Universal - Mar (2014)
- À Velocidade do Pensamento (2014)
- Capital (2014)
- Barafunda (2015), écrit en collaboration avec Marta Bernardes
- Flores (2015)
- Cruzada das Crianças - Vamos Mudar o Mundo (2015)
- Enciclopédia da Estória Universal - As Reencarnações de Pitágoras (2015)
- Vaga (2015)
- Vamos Comprar Um Poeta (2016)
- Nem Todas As Baleias Voam (2016)
- Enciclopédia da Estória Universal - Mil Anos de Esquecimento (2016)
- Jalan Jalan (2017)
- Enciclopédia da Estória Universal - Biblioteca de Brasov (2018)
- Princípio de Karenina (2018)
- Como Cozinhar uma Criança (2019)

## Sources
- Afonso Cruz sur le site du Prix de littérature de l'Union européenne